# Dipsochelys arnoldi
Aldabrachelys gigantea là một loài rùa trong họ Testudinidae. Loài này được Bour mô tả khoa học đầu tiên năm 1982.

## Hình ảnh

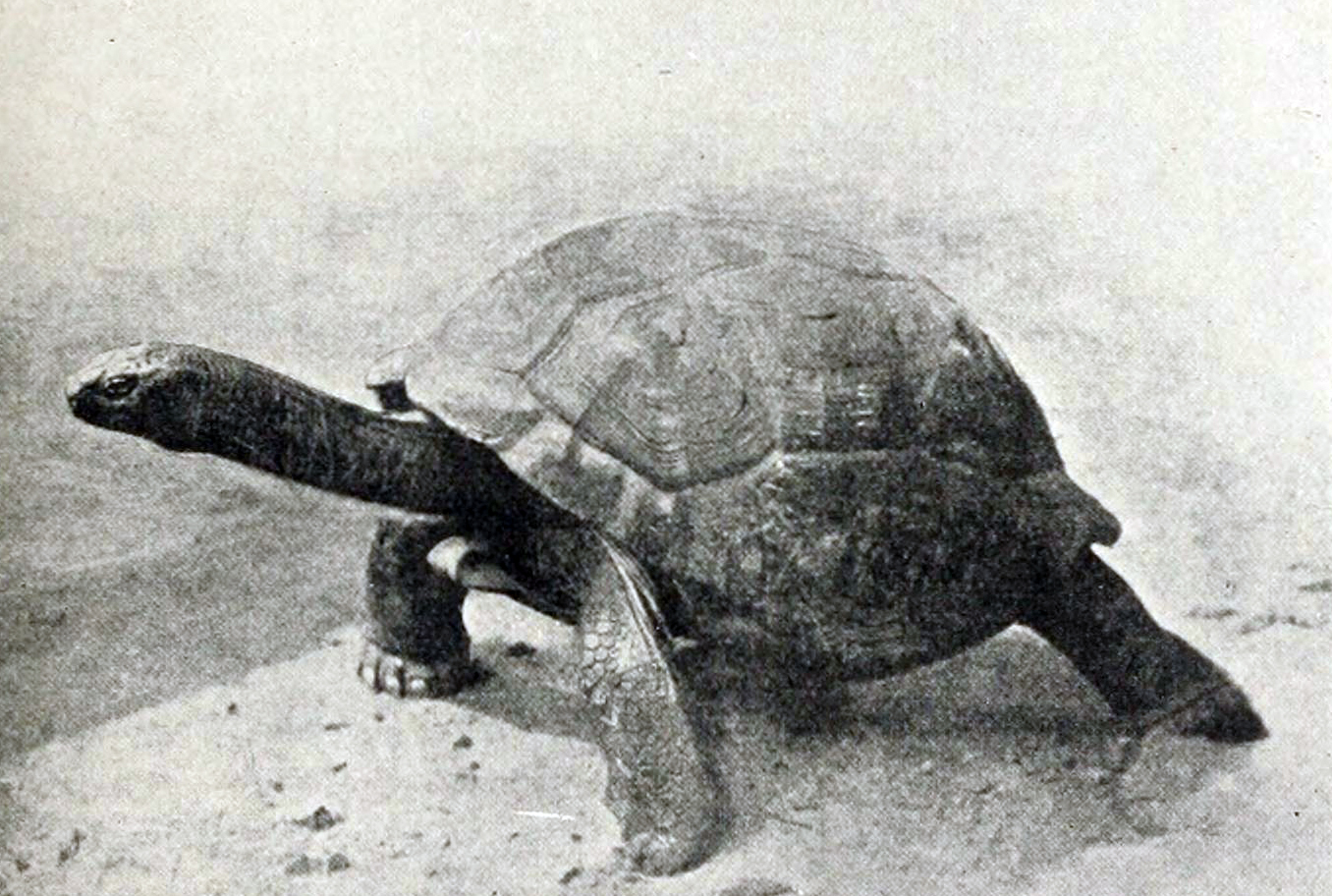
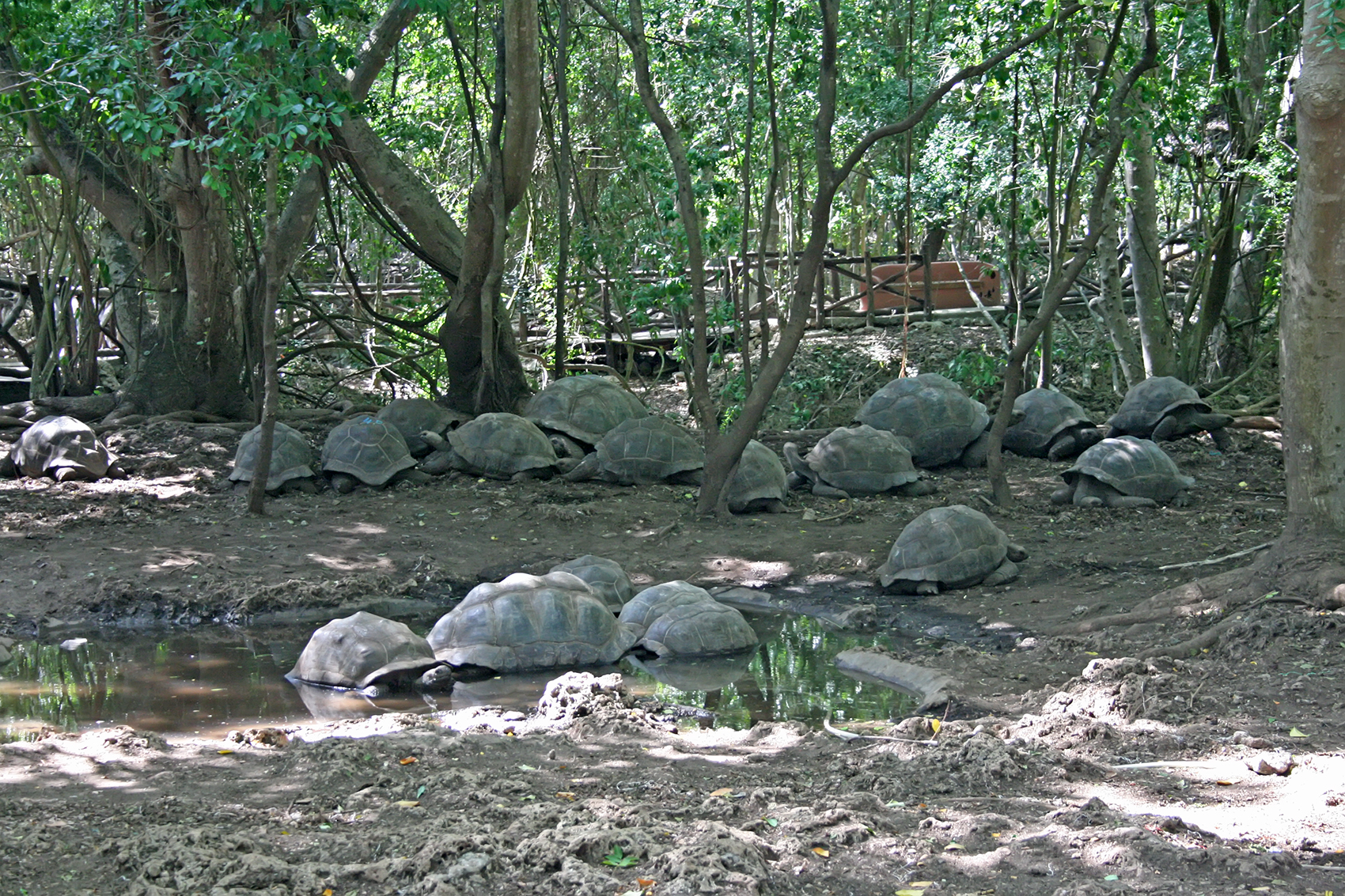